# 禁治産
禁治産（きんちさん）は、日本のかつての民法（いわゆる「明治民法」）で、一定の者についてその者の行為能力を制限する制度である。1896年（明治29年）公布の民法に規定され、戦後の民法改正時にも引き継がれた。2000年（平成12年）に成年後見制度に置き換わる形で廃止された。
- 民法について、以下では条数のみ記す。

## 禁治産者
心神喪失の常況にある者については、本人、配偶者、4親等内の親族、戸主、後見人、保佐人又は検事の請求により、裁判所が禁治産の宣告をすることができた（第7条）。禁治産の宣告を受けた者を禁治産者という。なお1947年（昭和22年）の法改正で「戸主」は削除、「検事」は「検察官」に改められている。
- 「心神喪失」とは、自分の行為の結果について合理的な判断をする能力のないこと、すなわち意思能力のないことである。精神病理学ないし精神医学で心神喪失という語がどのような意味に用いられているかは、直接には関係ない。禁治産という制度は、法律が一定の理由に基づいて設けた制度だから、この制度の目的に従って、この制度の保護を与えるに適当かどうかを考慮して、心神喪失であるかどうか決定しなければならない[2]。
- 「心神喪失の常況にある」というのは、始終心神喪失の状態にあることを必要とするのではなく、時々は普通の精神状態に回復しても大体において心神喪失を普通の状態としているものをも含む[2]。

禁治産者には後見人が付けられ（第8条）、禁治産者の法律行為は常に取り消すことができた（第9条）。取り消すことのできる法律行為の範囲は、財産法の分野であれば特に制限はなかったが、身分法上の行為については禁治産者が単独で有効にできた（禁治産者の婚姻について定めた明治民法第774条、のちの民法第738条等）。禁治産者の行為は、たとえ後見人が同意を与えてなされた場合であってもなお取り消すことができると解するのが通説であった。禁治産者は意思能力を欠く常況にあるものであるから、事前に同意を与えて単独に行為をさせることは、本人保護の上からいっても、相手方の利益から見ても、危険である。むしろ単独の行為を絶対に認めないようにすることが、制度の目的に合すると考えられていた。
裁判所が「心神喪失の常況にある」ことを判定するには、医師その他適当な者に鑑定をさせなければならない（明らかにその必要がないと認めるときはこの限りでない）（家事審判規則第24条）。 これが肯定された場合、法文上は「宣告ヲ為スコトヲ得」（宣告をすることができる）となっているが、裁判所は必ず宣告をなすべきであって、これをするとしないとの自由をもっているものではない、とされた。禁治産を宣告する審判が確定したときは、裁判所は、遅滞なくその旨を公告する（家事審判規則第28条）。公告は、官報に掲載してこれを行い（家事審判法第21条）、さらに本籍地の戸籍事務を管掌するものに通知する（家事審判規則第28条）。これを受け後見人が届け出ると、戸籍に禁治産である旨の記載がなされる。
禁治産の原因が止んだときは、第7条に掲げられた者の請求により裁判所が禁治産の宣告の取消をする必要がある（第10条）。
意思表示の相手方がその意思表示を受けた時に禁治産者であったときは、その意思表示をもってその相手方に対抗することができない。ただし、その法定代理人がその意思表示を知った後は、この限りでない（第98条）。

### 後見人の選任
後見人は、必ず一人でなければならない、とされた（明治民法第906条、戦後民法第843条）。
明治民法
以下の順序に従って後見人が定められた（明治民法第902~904条）。
1. 親権を行う父又は母
2. 妻が禁治産の宣告を受けたときは、夫（夫が後見人たりえないときは、妻の父または母）
3. 夫が禁治産の宣告を受けたときは、妻（妻が後見人たりえないとき及び夫が未成年者であるときは、夫の父または母）
4. 戸主
5. 親族会の定めた者

後見人が男性である場合、以下のいずれかの事由がなければ後見人の職を辞することはできなかった（明治民法第907条）。
1. 軍人として現役軍務に服すること
2. 被後見人の住所の市又は郡以外において公務に従事すること
3. 自己より先に後見人たるべき者について、後見人に就任できない事由が消滅したこと
4. 10年以上後見したこと（配偶者、直系血族及び戸主はこの限りでない）
5. その他正当な事由があること

以下のいずれかに該当するものは後見人となることはできなかった（明治民法第908条）。
- 未成年者
- 禁治産者及び準禁治産者
- 剥奪公権者及び停止公権者
- 裁判所において解任された法定代理人又は保佐人
- 破産者
- 被後見人に対して訴訟をし、又はした者並びにその配偶者及び直系血族
- 行方の知れない者
- 裁判所において後見の任務に堪えない事跡、不正の行為又は著しい不行跡があると認められた者

戦後の民法改正後
配偶者の一方が禁治産の宣告を受けた場合は、他方が当然に後見人となり（改正後の第840条）、それ以外の場合は家庭裁判所が後見人を定める（第841条）。
後見人に不正な行為、著しい不行跡その他後見の任務に適しない事由があるときは、家庭裁判所は、後見監督人、被後見人若しくはその親族若しくは検察官の請求により又は職権で、これを解任することができ（第846条）、以下のいずれかに該当するものは後見人となることはできなかった（第847条）。
- 未成年者
- 禁治産者及び準禁治産者
- 家庭裁判所で免ぜられた法定代理人又は保佐人
- 破産者
- 被後見人に対して訴訟をし、又はした者並びにその配偶者及び直系血族
- 行方の知れない者

未成年者が禁治産者となった場合、父母共同親権の規定（第818条）と後見者は一人という規定の調整が必要となる。このような場合、親権は父母が共同して行い、特に禁治産者であるために必要なこと（主に療養・看護）は家庭裁判所が選任した後見人が行う。

### 後見人の職務
後見人は、禁治産者の療養・看護をなし（第858条）、その財産の管理及び財産に関する法律行為の代理をする（第859条）。つまり法定代理人となる。
禁治産者は、後見人の同意を得ても、完全に有効な行為をすることができないから、禁治産者の後見人は同意権を持たないと解するのが通説であった。
禁治産者が精神障害者（明治の当時は「精神病者」）である場合、1900年（明治33年）制定の精神病者監護法では後見人が監護義務者として、私宅監置もしくは病院にて監置する場合の地方長官の許可を得なければならなかった。この規定は1950年（昭和25年）の精神衛生法に形を変えて引き継がれ、後見人が保護義務者として、当該精神障害者に治療を受けさせる義務・医師への協力義務・医師の指示に従う義務が課せられた。1987年（昭和62年）に法令名が精神保健法に改められ、また1993年（平成5年）の法改正で保護義務者が保護者と改められたが、内容はほぼ同じである（成年後見制度の開始と同時に、後継の精神保健及び精神障害者福祉に関する法律が改正され、保護者規定も受け継がれ後見人に類種の義務が当初は課せられた）。

### 禁治産者の権利の制限
1900年（明治33年）制定の衆議院議員選挙法（明治33年3月29日法律第73号）では禁治産者は選挙権及び被選挙権を有しないと定められた。その立法趣旨は「自分の財産を管理するだけの能力すらも無い者であるから、いわんや国家の公事に参与せしむるには適当でないことは勿論である」とされた。1925年（大正14年）の同法の全面改正により成年男子普通選挙が導入されたが、禁治産者の欠格要件は残った。戦後の公職選挙法でもこの規定は引き継がれた（さらには成年後見制度においても引き継がれ成年被後見人は当初選挙権・被選挙権を有しなかった）。
禁治産者は国家公務員・地方公務員に就任できず（国家公務員法第38条、地方公務員法第16条）、また医師・弁護士をはじめ多くの国家資格で禁治産者であることを欠格要件として定めていた。

## 準禁治産者
心神耗弱者、聾者、唖者、盲者及び浪費者については、本人、配偶者、4親等内の親族、戸主、後見人、保佐人又は検事の請求により、裁判所が準禁治産の宣告をすることができた（第13条）。準禁治産の宣告を受けた者を準禁治産者という。なお1947年（昭和22年）の法改正で「戸主」は削除、「検事」は「検察官」に改められ、「聾者、唖者、盲者」については1979年（昭和54年）の法改正で削除された。
- 「心神耗弱者」とは、精神障害の程度が、心神喪失のように全然意思能力を失うまでに至らず、不完全ながら判断能力を有する者をいう。心神耗弱と心神喪失とは、要するに精神障害の程度の差であるから、裁判所は禁治産と準禁治産の制度の目的を考慮しながら、そのいずれに該当するかを決定すべきである。制度の性質からみて、裁判所は、申請人の主張に拘束されず、いずれの申請に対していずれの宣告をなすも妨げないと解すべきものと思う[10]。
- 「浪費者」とは、前後の思慮なく財産を処分する性癖のある者である。その程度は、本人の地位・境遇・財産等諸般の事情を考慮して決定すべきであるから、一律の標準は立て得ない。但し、必ずしも不道徳な目的に消費することを必要とするのではなく、例えば慈善事業や宗教団体に寄付するようなことも、場合によっては浪費となる[10]。

準禁治産者には保佐人が付けられ（第11条）、準禁治産者が保佐人の同意を得ずに行った以下の法律行為は取り消すことができた（第12条1項）。これら以外の行為についても裁判所は場合によっては一定の種類の行為を指定して、保佐人の同意を必要とする旨の宣告をすることができた（第12条2項）。
1. 元本を領収し、又は利用すること。
2. 借財又は保証をすること。
3. 不動産その他重要な財産に関する権利の得喪を目的とする行為をすること。
4. 訴訟行為をすること[12]。
5. 贈与、和解又は仲裁合意をすること。
6. 相続の承認若しくは放棄をすること。
7. 贈与の申込みを拒絶し、遺贈を放棄し、負担付贈与の申込みを承諾し、又は遺贈を承認すること。
8. 新築、改築、増築又は大修繕をすること。
9. 民法第602条（短期賃貸借）に定める期間を超える賃貸借をすること。

裁判所が「心神耗弱者、聾者、唖者、盲者」であることを判定するには、医師その他適当な者に鑑定をさせなければならない（明らかにその必要がないと認めるときはこの限りでない）（家事審判規則第30条の2）。 これが肯定された場合、禁治産者とは異なり、裁判所はなお準禁治産者制度の目的から見て、当該の場合にその宣告をする必要があるかどうかを判定すべきである、とされた。準禁治産を宣告する審判が確定したときの手続きは禁治産の場合と同様である。なお、「浪費者」については鑑定は不要である。
身分法上の行為については禁治産者と同様、準禁治産者が単独で有効にできた。準禁治産の原因が止んだときは、第7条に掲げられた者の請求により裁判所が準禁治産の宣告の取消をする必要がある（第13条）。
禁治産者における意思表示の受領能力に関する規定（第98条）は、準禁治産者には適用されない（第98条は「準禁治産者」の語を入れていない）。

### 保佐人の選任
後見人の選任の規定が保佐人にも準用され、同一の要件である。

### 保佐人の職務
保佐人は上に列記した法律行為について、同意を与える。保佐人には準禁治産者を代理する権限はなく、法定代理人ではない。
準禁治産者が保佐人の同意を得ないでした、取り消しうる行為は、準禁治産者本人に限り取り消しうる。保佐人は法定代理人でないので取消権はないとするのが判例の立場であった（大判大正11年6月2日）。もっともこの判例には「同意権者は、その権能を無視された場合に、その無視してなされた行為を取消うるのでなければ、同意権は実効を収めえない」として学説は批判的であった（のちの成年後見制度では保佐人の取消権が明文で規定された）。
準禁治産者が精神障害者である場合、保佐人は後見人のような療養監護の権利義務を有しないことから、保佐人には後見人のような義務者としての規定はなかった（成年後見制度の開始と同時に、後継の法律が改正され、このときに保佐人にも保護者としての類種の義務が当初は課せられた）。

### 準禁治産者の権利の制限
禁治産者と同様に、衆議院議員選挙法では準禁治産者は選挙権及び被選挙権を有しないと定められた。成年男子普通選挙が導入されたときも変わらず準禁治産者の欠格要件は残った。禁治産者と異なり、戦後の公職選挙法ではこの規定は引き継がれなかったので、公職選挙法下の選挙では準禁治産者は選挙権及び被選挙権を有していた。
禁治産者と同様に、準禁治産者は国家公務員・地方公務員に就任できず、また医師・弁護士をはじめ多くの国家資格で準禁治産者であることを欠格要件として定めていた。

## 法改正による経過措置
禁治産の制度は2000年（平成12年）4月施行の改正法施行により成年後見制度に置き換わる形で廃止されたが、以下の経過措置が設けられた（平成11年附則第3条）。
- 旧法（2000年改正前の法）の規定による禁治産の宣告は新法（2000年改正後の法）の規定による後見開始の審判と、当該禁治産の宣告を受けた禁治産者並びにその後見人及び後見監督人は当該後見開始の審判を受けた成年被後見人並びにその成年後見人及び成年後見監督人とみなす。
- 旧法の規定による心神耗弱を原因とする準禁治産の宣告は新法の規定による保佐開始の審判と、当該準禁治産の宣告を受けた準禁治産者及びその保佐人は当該保佐開始の審判を受けた被保佐人及びその保佐人とみなす。これ以外の準禁治産者及びその保佐人に関する民法の規定の適用については、第846条（後見人の解任）、第974条（証人及び立会人の欠格事由）及び第1009条（遺言執行者の欠格事由）の改正規定を除き、なお従前の例による。
- 旧法の規定による禁治産又は準禁治産の宣告の請求（この法律の施行前に当該請求に係る審判が確定したものを除く。）は、新法の規定による後見開始又は保佐開始の審判の請求とみなす。